# 극정
극정(郤正, ? ~ 278년)은 중국 삼국시대 촉한의 문신으로, 자는 영선(令先)이며 본명은 극찬(郤纂)이다. 하남군 언사현 출신이다.

## 생애
조부 극검(郤儉)은 익주 자사를 지내던 중 도적에게 살해되었고, 아버지인 극읍(郤揖)은 맹달(孟達)의 영도독이 되었고, 후에 맹달을 따라 위에 항복하여 중서령사가 되었다.
아버지를 일찍 잃었으나 그의 문재는 명성을 떨쳐 약관의 나이에 궁궐로 들어가 비서사가 되었고, 승진을 거듭했다. 당시 권력을 장악하고 휘두르던 황호(黃皓)와 같이 일했으나, 서로에게 아무런 감정이 없었기 때문에, 황호에 의한 우환은 면했다.
263년, 촉한이 멸망할 때 등애(鄧艾)에게 항복 조서를 썼으며, 성도(成都)에서 종회(鐘會)가 난을 일으키자, 단신으로 유선(劉禪)을 보필하였다. 이때 유선은 극정을 발탁하지 못함에 한탄하였다. 그 직후, 관내후의 작위를 받았다.

## 기타
일부 삼국지 연의 판본에서는 각정(卻正)으로 나온다.

## 같이 보기
- 삼국지 인물 목록